# Anders Fager
Pour les articles homonymes, voir Fager.
 (janvier 2014).
Si vous disposez d'ouvrages ou d'articles de référence ou si vous connaissez des sites web de qualité traitant du thème abordé ici, merci de compléter l'article en donnant les références utiles à sa vérifiabilité et en les liant à la section « Notes et références ».
Œuvres principales
- Les Furies de Borås

Anders Fager, né le 3 mars 1964 à Stockholm, est un écrivain suédois de nouvelles et romans d’horreur et de fantastique.

## Biographie
Fager a grandi à Bredäng, en banlieue de Stockholm. Son père travaillait dans le BTP et sa mère était couturière. Dès son adolescence, Fager s'est intéressé aux jeux de rôle et a travaillé pour l'éditeur suédois Target Games, fondé dans les années 1980, à l'aube de l'industrie suédoise du jeu de rôle. Fager a écrit le premier scénario de jeu de rôle publié en Suède, Spindelkonungens pyramid (La pyramide du roi des araignées), et a conçu quelques jeux de plateau avant de quitter ce secteur pour se consacrer au rock et à sa carrière d'officier dans le régiment d'infanterie Svea livgarde (sv). Il est revenu au jeu au début des années 2000, et continue d'exercer dans ce domaine avec sa propre société, Gottick.
Ses débuts littéraires remontent à 2009, année de parution de son premier recueil de nouvelles. Deux autres suivront, regroupés en omnibus sous le titre Samlade Svenska Kulter. En France, Mirobole éditions publie en janvier 2013 une sélection de ces nouvelles sous le titre Les Furies de Borås, suivi par La Reine en jaune en 2017.
Plusieurs de ses livres conservent un lien avec le jeu de rôle : Kaknäs sista band se déroule dans le monde post-apocalyptique de Mutant : Année zéro et För Gudinnan fait allusion à des éléments de l'univers de Kult. Fager a d'ailleurs écrit des textes pour ce dernier jeu, ainsi que pour Tales from the Loop et pour l'édition suédoise 2020 de L'Appel de Cthulhu, Cthulhu Sverige.

## Œuvres

### Romans
- (sv) Jag såg henne idag i receptione, 2012
- (sv) En man av Stil och Smak, 2014
- (sv) Kaknäs Sista Band, 2014
- (sv) För Gudinnan, 2017

### Livre pour enfants
- (sv) Den Elaka Vikarien, 2014

### Recueil de nouvelles
- (sv) Svenska kulter, 2009
- (sv) Artöverskridande förbindelser, 2011
- (sv) Du kan inte leva, 2011
- (sv) Samlade Svenska Kulter, 2011Anthologie regroupant les trois premiers recueils de nouvelles
- Les Furies de Borås, Mirobole, 2013  (ISBN 979-10-92145-14-4)Sélection de treize nouvelles de l'anthologie Samlade Svenska Kulter
- La Reine en jaune, Mirobole, 2017  (ISBN 978-2-37561-052-7)Sélection de neuf nouvelles de l'anthologie Samlade Svenska Kulter

## Regards sur l’œuvre
Les Furies de Borås est la première publication en langue française des écrits d'Anders Fager. Il s'agit d'une sélection de treize nouvelles de l'anthologie Samlade Svenska Kulter, nouvelles horrifiques et fantastiques inspirées notamment de l’univers de Howard Phillips Lovecraft (Nyarlathotep est notamment cité dans la nouvelle Le Bourreau blond ), où Anders Fager s’empare des grands thèmes de la mythologie, du folklore et du fantastique pour créer des territoires sensuels et sombres, où il fait surgir des créatures d’épouvante. Les droits cinématographiques de ces nouvelles ont été achetés par les réalisateurs Måns Mårlind et Björn Stein (sv).
À sa parution les critiques ont souligné notamment la composition du recueil — présentée comme un « tour de force » — ainsi que l’originalité de l’auteur : « un talent monstre », « un auteur différent », « un artiste à part », « un extraterrestre de l’écriture. »